# Китайско-микронезийские отношения
Кита́йско-микронези́йские отноше́ния — двусторонние дипломатические отношения между Китайской Народной Республикой и Федеративными Штатами Микронезии.
Китай имеет посольство в Микронезии (штат Понпеи, г. Колониа), а Микронезия — посольство в Китае (г. Пекин, р-н Чаоян).

## Общая характеристика стран
|                                                   | Китай                 | Микронезия               |
| ------------------------------------------------- | --------------------- | ------------------------ |
| Площадь (км²)                                     | 9 572 900             | 702                      |
| Столица                                           | Пекин                 | Паликир                  |
| Население (чел.)                                  | 1 411 778 724         | 104 800                  |
| Государственное устройство                        | унитарное государство | федеративное государство |
| Объём ВВП по ППС (млрд долл.)                     | 24191,301             | 0,360                    |
| Количество ядерных боеголовок (развёрнутых/всего) | ?/350                 | —                        |
| Численность вооружённых сил (чел.)                | 2 035 000             | —                        |
| Военный бюджет (млрд долл.)                       | 193                   | —                        |
| Добыча нефти (млн т/год)                          | 194,8                 | —                        |
| Выплавка стали (млн т/год)                        | 808,366               | —                        |
| Выплавка алюминия (тыс т/год)                     | 36 000                | —                        |
| Производство цемента (млн т/год)                  | 2200                  | —                        |
| Производство электроэнергии (тВт·ч/год)           | 7779,1                | —                        |

## История
В 2003 году Китай заявил о своём намерении укрепить дипломатические отношения со странами-членами Форума тихоокеанских островов (Микронезия являлась его членом до 2021 года) и увеличить количество дотаций, направляемых в эти страны.
В 2006 году премьер-министр Государственного совета Китая Вэнь Цзябао заявил о том, что Китай готов расширить торгово-экономические отношения с островными государствами Тихого океана, в том числе отменить пошлины на экспорт из наименее развитых стран, аннулировать задолженности стран перед Китаем, бесплатно предоставить лекарственные средства против малярии и обеспечить подготовку двух тысяч чиновников этих государств.
В этом же году Вэнь посетил тихоокеанские острова, став первым премьер-министром Китая, сделавшим это. Профессор Южнотихоокеанского университета Рональд Гордон Крокомб считает, что тихоокеанские чиновники посещают Китай с дипломатическими целями чаще, чем любую другую страну.
В 2007 году Микронезия открыла посольство в Китае. До этого момента, дипломатические отношения между странами развивались через посольство Микронезии в Японии.

## Членство в международных организациях
Китай и Микронезия совместно состоят во многих международных организациях. Ниже представлена таблица с датами вступления государств в эти организации.
|      | Китай | Микронезия |
| ---- | ----- | ---------- |
| ООН  | 1945  | 1991       |
| МВФ  | 1945  | 1993       |
| МБРР | 1945  | 1993       |